# Euxoa costacaerulea
Euxoa costacaerulea là một loài bướm đêm trong họ Noctuidae.